# Troféu Fumagalli
O Troféu Fumagalli é uma premiação tradicional da cidade de Limeira, localizada no interior do estado de São Paulo, Brasil. Criado em 1959 pelo empresário Sebastião Fumagalli e pelo jornalista Ary Bagnoli, o troféu tem o objetivo de reconhecer e incentivar talentos em diversas áreas, como cultura, esporte, educação, economia e serviço público.
A premiação é representada por uma estatueta da Deusa Atena, símbolo grego da sabedoria e da vitória. Ao longo das décadas, o Troféu Fumagalli se consolidou como um dos mais importantes prêmios de reconhecimento da região, homenageando personalidades que se destacam em suas respectivas áreas de atuação.

## História
A primeira edição do Troféu Fumagalli foi realizada em 1959, idealizada por Sebastião Fumagalli e Ary Bagnoli, com a intenção de enaltecer pessoas e instituições que contribuem para o desenvolvimento de Limeira e região. Desde então, o evento se tornou uma tradição anual na cidade, premiando diversas categorias e expandindo seu prestígio ao longo dos anos.
Desde 1998, a organização do evento é realizada pelo Aldeia Movimento Pró Cultura, com patrocínio da Fumagalli Rodas Automotivas, uma divisão da Iochpe-Maxion. A premiação busca manter sua idoneidade e transparência, garantindo que os homenageados sejam escolhidos por seus méritos e contribuições à sociedade.

## Categorias e Premiação
O Troféu Fumagalli contempla diversas categorias, que podem variar a cada edição. Algumas das principais áreas premiadas incluem:
- Cultura: Homenageia artistas, escritores, músicos e demais profissionais da cultura que contribuem para a cena cultural local e nacional.
- Esporte: Destaca atletas e equipes que representam Limeira em competições regionais, nacionais e internacionais.
- Educação: Reconhece professores, pesquisadores e instituições de ensino que promovem o desenvolvimento educacional.
- Economia e Empreendedorismo: Premia empresários, startups e iniciativas que fomentam o crescimento econômico da região.
- Serviço Público: Destinado a profissionais que se destacam em serviços sociais, segurança pública e políticas públicas.[6][9]

## Impacto e Reconhecimento
Ao longo dos anos, o Troféu Fumagalli consolidou-se como uma das maiores premiações do interior paulista, reconhecendo a excelência e o impacto de profissionais e instituições. Personalidades de diversas áreas já foram agraciadas, reforçando o prestígio do prêmio.